# Charaxes kirkoides
Charaxes kirkoides är en fjärilsart som beskrevs av Carpenter och Jackson 1950. Charaxes kirkoides ingår i släktet Charaxes och familjen praktfjärilar. Inga underarter finns listade i Catalogue of Life.